# Ján Repaský
Ján Repaský (ur. 17 kwietnia 1937 w Pavľany, zm. 18 września 1998 w Trenczynie) – słowacki generał, wojskowy czechosłowackiej armii, w okresie 6 czerwca – 31 grudnia 1992 roku poseł do Izby Narodów Zgromadzenia Federalnego Czechosłowacji.

## Życiorys
Ján Repaský urodził się 17 kwietnia 1937 roku w Czechosłowacji we wsi Pavľany (obecna Słowacja). Po ukończeniu szkoły podstawowej uczęszczał do Szkoły Wojskowej (Gimnazjum) im. Jana Žižki z Trocnova w Nowej Wsi Spiskiej, a następnie do Szkoły Wojskowej w Lipníku nad Bečvou, którą ukończył w 1958 roku z nominacją na stopień poručíka. W tym samym roku został zawodowym żołnierzem wstępując do wojsk powietrznodesantowych . Pełnił funkcje dowódcy plutonów w jednostkach stacjonujących w Preszowie, po czym został przeniesiony z awansem na dowódcę kompanii do 7. pułku specjalnego przeznaczenia w Holešovie . Został też tam dowódcą kompanii szkoleniowej, komendantem szkoły podoficerskiej, poszerzonej w kolejnych latach o szkołę oficerską .
W 1967 roku rozpoczął studia w Akademii Wojskowej w Brnie (obecnie Uniwersytet Obrony), które ukończył w 1970 roku z tytułem inżyniera . Następnie został dowódcą 13 batalionu rozpoznawczego w Levicach, po czym przeszedł do wydziału wywiadu Wschodniego Okręgu Wojskowego na stanowisko zastępcy dowódcy . 1 maja 1992 roku został przeniesiony do rezerwy  .
W 1992 roku wystartował z list Słowackiej Partii Narodowej (SNS) w wyborach parlamentarnych uzyskując mandat posła do Izby Narodów Zgromadzenia Federalnego Czechosłowacji . Został przewodniczącym komisji obrony i bezpieczeństwa . Należał do klubu SNS , nie był jednak członkiem partii. Po uniezależnieniu się Słowacji był szefem gabinetu ministra obrony . 30 maja 1997 roku prezydent Michal Kováč nadał mu pierwszy stopień generalski (generálmajor) .

## Awanse
- poručík (2 sierpnia 1958)[2]
- nadporučík (1 sierpnia 1961)[2]
- kapitán (1 sierpnia 1965)[2]
- major (1 sierpnia 1969)[2]
- podplukovník (1 lipca 1974)[2]
- plukovník (1 maja 1985)[2]
- generálmajor (30 maja 1997)[2]

## Odznaczenia
- Medal za Służbę Ojczyźnie (Czechosłowacja, 1965)[2]
- Medal za Umacnianie Przyjaźni Sił Zbrojnych III stopnia (Czechosłowacja, 1975)[2]
- Order Czerwonej Gwiazdy (Czechosłowacja, 1987)[2]
- Krzyż Milana Rastislava Štefánika I klasy (Słowacja, 1998)[2]
- Medal Pamiątkowy Ministra Obrony Republiki Słowackiej I stopnia (Słowacja, 1998)[2]